# یکی بود، یکی نبود (مجموعه‌داستان)
یکی بود، یکی نبود (یا، در بعضِ چاپ‌ها، یکی بود و یکی نبود) مجموعه‌ای متشکل از یک دیباچه٬ شش داستان کوتاه و مجموعه‌ای از کلمات عوامانهٔ فارسی نوشتهٔ سید محمدعلی جمالزاده‌ است که در سال ۱۳۰۰ منتشر شده‌است. این کتاب را آغازگر ادبیات واقع‌گرای فارسی و داستان‌کوتاه‌نویسی در ایران دانسته‌اند.
«محمدعلی جمالزاده (۱۲۷۰ـ۱۳۷۶) نخستین نویسندهٔ ایرانی است که با قصد و نیت آگاهانه صناعت داستان‌نویسی اروپایی را به کار گرفت.» 

## مقدمه کتاب
مقدمه‌ای که او برای این کتاب نوشته به جهت نشان دادن اهداف کلی و اندیشهٔ نویسنده بسیار بااهمیت است. او در این مقدمه ابتدا به استبداد ادبی در ایران اشاره می‌کند. «عموماً همان جوهر استبداد سیاسی ایرانی که مشهور جهان است در ماده ادبیات نیز دیده می‌شود به این معنی که شخص نویسنده وقتی قلم در دست می‌گیرد نظرش تنها متوجه گروه فضلا و ادباست و اصلاً التفاتی به سایرین ندارد و حتی اشخاص بسیاری را نیز که سواد خواندن و نوشتن دارند و نوشته‌های ساده و بی‌تکلف را به خوبی می‌توانند بخوانند و بفهمند هیچ در مدنظر نمی‌گیرد و خلاصه آنکه پیرامون «دموکراسی ادبی» نمی‌گردد.»  او سپس به ساده‌نویسی و گرایش به رمان‌نویسی در کشورهای دیگر اشاره می‌کند و فوایدی چند برای این نوع ادبی برمی‌شمرد: کسب معلومات برای افرادی که فرصت علم‌آموزی با کمک مدارس و کتب را ندارند٬ آشنا کردن اقشار مختلف جامعه با اوضاع یکدیگر و نزدیک کردن آن‌ها به هم٬ نمایاندن احوال ملل دیگر٬ و مهم‌ترین فایدهٔ آن که فایدهٔ زبانی است. جمالزاده رمان را به جعبهٔ حبس صوت طبقات و دسته‌های مختلف ملت تشبیه می‌کند و می‌گوید انشای قدیمی نمی‌تواند در این زمینه به کار بیاید. او پیشنهاد می‌کند نویسندگان کلماتی که در گفتار مردم به کار می‌رود را در آثار خود استعمال کنند تا این کلمات به مرور زمان فراموش نشوند و سرمایهٔ ثروت زبان ازدیاد یابد و از این رهگذر ادبیات ما نیز جانی دوباره بگیرد. « و البته همین که اهل دانش و بینش به کار نوشتن مشغول شدند به تدریج ذوق سلیم و طبع روشن آن‌ها با مراعات قواعد و ملاحظه ضروریات به‌طوری که منافی با روح زبان نباشد کلمات و اصطلاحات تازه داخل زبان نموده و زبان هم در ضمن حلاجی و ورزیده شده و همان‌طور که ورزش جسمانی در عروق و شریان انسانی خون و قوت تازه روان می‌سازد در عروق ادبیات هم خون تازه دوان و کم کم ادبیات ما نیز صاحب آب و تاب و حال و جمال گردیده و مانند ادبیات قدیممان مایه افتخار و مباهات هر ایرانی خواهد گردید.» 

## زبان
جمالزاده در اولین داستان کوتاه این مجموعه٬ فارسی شکر است٬ نیز به دغدغهٔ زبان که در مقدمه مطرح شد پرداخته است. در این داستان تیپ‌های مختلف جامعه گرد هم می‌آیند و رمضان که حرف هیچ‌یک را نمی‌فهمد سردرگم می‌ماند. همچنین فراهم آوردن مجموعه کلمات عوامانه در انتهای کتاب تلاش دیگری برای احقاق اهدافی است که او در مقدمه به آن‌ها اشاره کرده است. البته برخی بر رویه‌ای که او در استعمال کلمات عوامانه در پیش گرفته بود انتقاداتی وارد می‌کنند: « مشکل دیگر جمالزاده این است که چنان در محاوره‌ای و عامیانه کردن زبان افراط می‌کند که یادش می‌رود زن و مرد و همهٔ اصناف مردم٬ یک زبانه نیستند.» «اما توجه بسیار به اصطلاحات و ضرب‌المثل‌های عامیانه٬ نخستین داستان‌های کوتاه را دارای نثری اغراق‌آمیز می‌کند. در یکی بود و یکی نبود گاه داستان فدای فرهنگ عامه گرایی شده است. جمالزاده معترف است که از قالب داستان به عنوان وسیله‌ای برای جمع‌آوری و حفظ امثال و حکم استفاده کرده است.»  اما به هر ترتیب نمی‌توان از تأثیر جمالزاده و افراد دیگری که در راه نزدیک کردن زبان آثار ادبی به مردم تلاش می‌کردند چشم‌پوشی کرد.

## فضل تقدم
از مسائلی که در بررسی یکی بود و یکی نبود باید به آن دقت کرد٬ این است که اهمیت این کتاب بیشتر از قوت داستان‌های آن در تقدم آن نسبت به نمونه‌های دیگر است. نثر او هنوز برای داستان کاملاً آماده نیست و حال و هوای گزارشی نثر مشروطه را دارد اما به هر ترتیب این کتاب نقطهٔ شروع تغییر در داستان‌نویسی ایرانی است. جمالزاده خود در مقدمه‌اش ذکر می‌کند که این مجموعه را محض تفریح خاطر از مشاغل جدی‌تر نوشته‌است. « او هیچ‌گاه از داستان کوتاه نام نمی‌برد و همواره از رمان سخن می‌گوید. این نکته٬ نشان می‌دهد که داستان کوتاه به عنوان یک نوع مستقل ادبی در آن سال‌های زیادنویسی و رواج تحقیقات فاضلانه در متون ادبی کلاسیک٬ چقدر بی‌اعتبار و ناشناخته بوده‌است.»

## طنز
از شاخصه‌های «یکی بود، یکی نبود»، طنز جمالزاده است. به‌طور کلی در رمان‌های اولیه نویسنده با لحن جدی و صریح به انتقاد از وضعیت سیاسی و اجتماعی می‌پردازد ولی در داستان کوتاه‌های اولیه نویسندگان از سلاح طنز استفاده می‌کنند تا در برابر قدرت بایستند و شاید این یکی از علل توفیق بیشتر آن‌ها باشد. «رمان‌های اولیه (شمس و طغرا٬ تهران مخوف٬ زیبا و مانند آنها) همزمان با داستان‌های کوتاه (یکی بود و یکی نبود و آثار دیگر) بلکه پیش‌تر از آن نوشته شده‌اند؛ در حالی که داستان کوتاه از جهت حضور مایه‌های فراوان طنز موفق‌تر بوده است.» (تسلیمی٬ ۲۴) طنز در یکی بود و یکی نبود انواع مختلفی دارد.«گاه نویسنده موقعیت طنز آمیز را از برخورد آدم‌های مختلف از اقشار گوناگون اجتماعی (چون برخورد «رمضان» با «شیخ» یا «فرنگی مآب» در داستان «فارسی شکر است») و گاه با ذکر مستقیم ویژگی‌های فردی یا گروهی آدم‌ها طنز خویش را آشکار می‌کند. (چون تقسیم بندی مردم ایران از نوع «کلاهشان» در داستان «بیله دیک بیله چغندر») و در هر شکل طنز جمالزاده در «یکی بود و یکی نبود» عمدتاً از غلو موقعیت‌ها یا خصوصیات آدم‌ها آفریده می‌شود و در مجموع طنزی شیرین است و آن تلخی گزنده طنز – مثلاً هدایت – را ندارد.» (رحیمی) سرچشمه‌های طنز جمالزاده را می‌توان در طنز دهخدا یافت. هرچند به قول رضا براهنی
بخش تلخ و گزندهٔ طنز او به هدایت رسیده است و بخش شیرینش به جمالزاده.
جمالزاده پس از یکی بود و یکی نبود بیست سال سکوت کرد و چیزی منتشر نکرد و آثار بعدی او نیز هیچ‌یک نه از حیث اهمیت و نه از حیث قوت ادبی به یکی بود و یکی نبود نرسیدند. به قول گلشیری او از نویسندگانی است که «جوانمرگ» شدند؛ اما هنوز در حوزهٔ تحقیق بر روی آثارش – به خصوص یکی بود و یکی نبود – جای کار بسیاری برای محققان وجود دارد.